# Дулаев, Джамбулат Олегович
Джамбула́т Оле́гович Дула́ев (род. 18 октября 1998) — российский футболист, нападающий.

## Клубная карьера
Воспитанник владикавказской «Алании». Дебютировал за клуб 1 августа 2014 года в возрасте 15 лет в матче Кубка России против команды «Машук-КМВ» (1:2), выйдя на 63-й минуте встречи. Всего за «Аланию» в сезоне 2014/15 провёл 7 матчей.
В феврале 2016 года перешёл в академию «Ростова». Дебютировал за молодёжную команду 4 марта 2016 года в матче молодёжного первенства против «Крыльев Советов» (4:1), выйдя на 73-й минуте матча. Свой первый мяч за «молодёжку» забил 19 августа 2016 года против «Томи» (2:2), отличившись на 79-й минуте. В 1-м туре сезона 2018/19 оформил дубль против «Ахмата» (3:3), отличившись на 76-й и 80-й минутах матча. Столько же, сколько за предыдущие 3 сезона в молодёжной команде «Ростова».
По окончании сезона 2018/19 перешёл на правах свободного агента в «Олимп» (Химки). Отыграв за команду 16 матчей и забив 2 мяча, покинул команду. 21 июля 2020 года перебрался в «Машук-КМВ», в котором за неполных 2 сезона отыграл в 47 матчах и забил 23 мяча. 1 января 2022 года ушёл на повышение в клуб ФНЛ «Олимп-Долгопрудный».
С началом нового сезона вместе со сменой вектора развития клуба и его интеграции в ФК «Химки» перебрался в новую подмосковную команду. Дебютировал за неё 29 октября 2022 года в матче чемпионата России против московского «Динамо» (1:6), выйдя на 61-й минуте матча вместо Неманьи Главчича. По окончании сезона покинул клуб.

## Статистика выступлений

### Клубная
| Выступление        | Выступление      | Выступление      | Лига | Лига | Кубки | Кубки | Итого | Итого |
| Клуб               | Лига             | Сезон            | Игры | Голы | Игры  | Голы  | Игры  | Голы  |
| ------------------ | ---------------- | ---------------- | ---- | ---- | ----- | ----- | ----- | ----- |
| Алания             | ПФЛ              | 2014/15          | 6    | 0    | 1     | 0     | 7     | 0     |
| Алания             | Итого            | Итого            | 6    | 0    | 1     | 0     | 7     | 0     |
| Олимп (Химки)      | ПФЛ              | 2019/20          | 15   | 1    | 1     | 1     | 16    | 2     |
| Олимп (Химки)      | Итого            | Итого            | 15   | 1    | 1     | 1     | 16    | 2     |
| Машук-КМВ          | ФНЛ-2            | 2020/21          | 26   | 8    | 3     | 1     | 29    | 9     |
| Машук-КМВ          | ФНЛ-2            | 2021/22          | 16   | 13   | 2     | 1     | 18    | 14    |
| Машук-КМВ          | Итого            | Итого            | 42   | 21   | 5     | 2     | 47    | 23    |
| Олимп-Долгопрудный | ФНЛ              | 2021/22          | 5    | 0    | —     | —     | 5     | 0     |
| Олимп-Долгопрудный | Итого            | Итого            | 5    | 0    | —     | —     | 5     | 0     |
| Химки              | Премьер-лига     | 2022/23          | 3    | 0    | 1     | 0     | 4     | 0     |
| Химки              | Итого            | Итого            | 3    | 0    | 1     | 0     | 4     | 0     |
| → Химки-М          | Вторая лига      | 2022/23          | 25   | 11   | —     | —     | 25    | 11    |
| → Химки-М          | Итого            | Итого            | 25   | 11   | —     | —     | 25    | 11    |
| Всего за карьеру   | Всего за карьеру | Всего за карьеру | 96   | 33   | 8     | 3     | 104   | 36    |